# Croatia Open Umag 2021
Croatia Open Umag 2021 — тенісний турнір, що проходив на ґрунтових кортах у місті Умаг, Хорватія з 19 до 25 липня. Належав до категорії ATP 250, був турніром серії Відкритий чемпіонат Хорватії з тенісу 2021 року.

## Фінальна частина

### Одиночний розряд
Карлос Алькарас —  Рішар Гаске 6–2, 6–2

### Парний розряд
Фернандо Ромболі /  Давід Веґа Ернандес —  Томіслав Бркич /  Нікола Чачиц 6–3, 7–5